# Diane Evers
Pour les articles homonymes, voir Evers.
Diane Evers épouse Brown (née le 9 novembre 1956) est une joueuse de tennis australienne, professionnelle dans les années 1970.
Elle a notamment remporté en 1979 la finale en double dames à l'Open d'Australie, aux côtés de Judy Chaloner.

## Palmarès

### Titre en simple dames
Aucun

### Finale en simple dames
Aucune

### Titres en double dames
| No | Date       | Nom et lieu du tournoi           | Catégorie      | Dotation  | Surface      | Partenaire     | Finalistes                      | Score         |          |
| -- | ---------- | -------------------------------- | -------------- | --------- | ------------ | -------------- | ------------------------------- | ------------- | -------- |
| 1  | 23/07/1979 | Head Cup Austrian Open Kitzbühel |                | 13 500 $  | Terre (ext.) | Helen Anliot   | Virginia Ruzici Elly Appel      | 6-0, 6-4      | Parcours |
| 2  | 13/08/1979 | Player’s International Toronto   | Colgate Series | 35 000 $  | Dur (ext.)   | Lea Antonoplis | Chris O'Neil Mimi Wikstedt      | 2-6, 6-1, 6-3 | Parcours |
| 3  | 24/12/1979 | Australian Open Melbourne        | G. Chelem      | 350 000 $ | Gazon (ext.) | Judy Connor    | Leanne Harrison Marcella Mesker | 6-2, 1-6, 6-0 | Parcours |

### Finale en double dames
Aucune

## Parcours en Grand Chelem

### En simple dames
| Année | Open d'Australie (janvier) | Open d'Australie (janvier) | Internationaux de France | Internationaux de France | Wimbledon       | Wimbledon        | US Open         | US Open          | Open d'Australie (décembre) | Open d'Australie (décembre) |
| 1975  | 1er tour (1/32)            | Nerida Gregory             | -                        | -                        | -               | -                | -               | -                | n/a                         | n/a                         |
| 1976  | 1er tour (1/16)            | Sue Barker                 | -                        | -                        | -               | -                | -               | -                | n/a                         | n/a                         |
| 1977  | -                          | -                          | 1er tour (1/32)          | Kathy May                | -               | -                | 2e tour (1/32)  | Tanya Harford    | 1er tour (1/16)             | Evonne Goolagong            |
| 1978  | n/a                        | n/a                        | 1er tour (1/32)          | M. Simionescu            | 2e tour (1/32)  | Renáta Tomanová  | -               | -                | 1/2 finale                  | Chris O'Neil                |
| 1979  | n/a                        | n/a                        | -                        | -                        | 1er tour (1/64) | Betty-Ann Stuart | 1er tour (1/64) | Dianne Fromholtz | 1er tour (1/16)             | Janet Newberry              |
| 1980  | n/a                        | n/a                        | -                        | -                        | -               | -                | -               | -                | 1er tour (1/32)             | Brenda Catton               |

À droite du résultat, l’ultime adversaire.

### En double dames
| Année | Open d'Australie (janvier) | Open d'Australie (janvier) | Internationaux de France   | Internationaux de France    | Wimbledon                    | Wimbledon                  | US Open                      | US Open                 | Open d'Australie (décembre) | Open d'Australie (décembre) |
| 1974  | -                          | -                          | -                          | -                           | 3e tour (1/8) N. Gregory     | Helen Gourlay K. Krantzcke | -                            | -                       | n/a                         | n/a                         |
| 1975  | 2e tour (1/8) N. Gregory   | Lesley Turner Judy Tegart  | -                          | -                           | -                            | -                          | -                            | -                       | n/a                         | n/a                         |
| 1976  | 1/2 finale Chris O'Neil    | E. Goolagong Helen Gourlay | -                          | -                           | 1er tour (1/32) C. Sherriff  | B. J. King Betty Stöve     | -                            | -                       | n/a                         | n/a                         |
| 1977  | -                          | -                          | 1/4 de finale Mary Carillo | Rayni Fox Helen Gourlay     | 2e tour (1/16) M. Neumanova  | Tracy Austin Lesley Hunt   | 3e tour (1/8) L. Antonoplis  | Lele Forood R. Giscafré | 1/4 de finale Judy Tegart   | E. Goolagong Helen Gourlay  |
| 1978  | n/a                        | n/a                        | 2e tour (1/8) M. Neumanova | Lesley Turner Gail Sherriff | 3e tour (1/8) L. Antonoplis  | B. J. King Navrátilová     | -                            | -                       | 1er tour (1/8) Rene Blount  | B. Nagelsen R. Tomanová     |
| 1979  | n/a                        | n/a                        | 2e tour (1/8) R. Tomanová  | H. Mandlíková R. Maršíková  | 3e tour (1/8) L. Antonoplis  | Betty Stöve W. Turnbull    | 2e tour (1/16) L. Antonoplis | B. J. King Navrátilová  | Victoire Judy Connor        | L. Harrison M. Mesker       |
| 1980  | n/a                        | n/a                        | -                          | -                           | 2e tour (1/16) L. Antonoplis | Sue Barker Ann Kiyomura    | -                            | -                       | 1er tour (1/16) Judy Connor | Duk-Hee Lee E. Little       |

Sous le résultat, la partenaire ; à droite, l’ultime équipe adverse.

### En double mixte
| Année | Open d'Australie (janvier), | Open d'Australie (janvier), | Internationaux de France | Internationaux de France  | Wimbledon                    | Wimbledon                 | US Open                       | US Open                   | Open d'Australie (décembre), | Open d'Australie (décembre), |
| 1974  | n/a                         | n/a                         | -                        | -                         | 2e tour (1/32) Eugene McCabe | Christenson Steve Tidball | -                             | -                         | n/a                          | n/a                          |
| 1976  | n/a                         | n/a                         | -                        | -                         | 3e tour (1/8) S. Warboys     | Greer Stevens Bob Hewitt  | -                             | -                         | n/a                          | n/a                          |
| 1977  | n/a                         | n/a                         | 1/2 finale Cliff Letcher | Mary Carillo John McEnroe | -                            | -                         | 1er tour (1/16) Cliff Letcher | Betty Stöve Frew McMillan | n/a                          | n/a                          |
| 1978  | n/a                         | n/a                         | 1/2 finale Paul McNamee  | R. Tomanová Pavel Složil  | 2e tour (1/16) P. McNamara   | L. Charles David Lloyd    | -                             | -                         | n/a                          | n/a                          |
| 1979  | n/a                         | n/a                         | -                        | -                         | 2e tour (1/16) M. Edmondson  | B. Nagelsen Kim Warwick   | -                             | -                         | n/a                          | n/a                          |

Sous le résultat, le partenaire ; à droite, l’ultime équipe adverse.